# Arteria centrale della retina
L'arteria centrale della retina è l'arteria terminale che irrora la retina.

## Decorso
Origina nel canale ottico dall'arteria oftalmica e procede verso il bulbo oculare appoggiata sulla faccia laterale del nervo ottico, condividendone la guaina durale.
Arrivata in prossimità del bulbo oculare l'arteria entra nel nervo e lo percorre in lunghezza fino ad arrivare alla papilla ottica.
Qui giunta, l'arteria si divide in un ramo ascendente e in uno discendente e ognuno di questi si dividerà in un ramo laterale e in uno mediale per così formare una rete vascolare i cui vasi non anastomizzano mai (rami terminali).
Tale rete è localizzabile tra le fibre ottiche.